# Paul Piaget (Schauspieler)
Paul Piaget Ducurroy (* 5. September 1934 in Jerez de la Frontera; † 1985 in Madrid) war ein spanischer Schauspieler.
Piaget gehörte zur Familie des bekannten Unternehmens, das im Schmuck- und Uhrengewerbe aktiv ist. 1961 kam er erstmals mit dem Film in Berührung, als er für Charlton Heston in El Cid als Double engagiert wurde. Danach drehte er bis 1964 sieben Filme, allesamt Zorrogeschichten und frühe Italowestern, als Hauptdarsteller. 1969 wurde seine Tochter Cristina geboren, die ebenfalls Schauspielerin wurde. Piaget starb mit 50 Jahren in der spanischen Hauptstadt.

## Filmografie (Auswahl)
- 1962: Bienvenido, padre Murray
- 1962: Zorro – das Geheimnis von Alamos (La venganza del Zorro)
- 1962: Zorro, der schwarze Rächer (Cabalgando hacia la muerte)
- 1963: Die drei Unerbittlichen (Tres hombres buenos)
- 1964: Der Rächer von Golden Hill (Cuatro balazos)
- 1964: Die 7 aus Texas (Ante llegas la muerte)
- 1965: Vergeltung am Wichita-Paß (Gli eroi di Fort Worth)